# Benamar Meskine

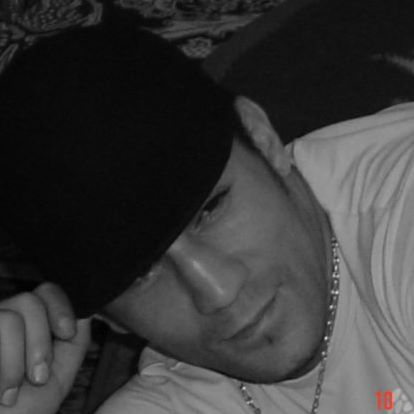
Benamar Meskine

Benamar Meskine (* 6. Juni 1973) ist ein ehemaliger algerischer Boxer.

## Karriere
Meskine gewann jeweils die Goldmedaille bei den Afrikameisterschaften 2001 im Halbmittelgewicht, den Afrikameisterschaften 2003 im Weltergewicht und der afrikanischen Olympiaqualifikation 2004 im Weltergewicht. Zudem war er Silbermedaillengewinner der Mittelmeerspiele 2001 im Halbmittelgewicht sowie im Weltergewicht jeweils Bronzemedaillengewinner der Afrikameisterschaften 1998, der Afrikaspiele 2003 und der Afro-Asian Games 2003.
Bei den Weltmeisterschaften 1997 in Budapest erreichte er das Achtelfinale, bei den Weltmeisterschaften 1999 in Houston die Vorrunde und bei den Weltmeisterschaften 2003 in Bangkok die zweite Vorrunde.
Bei den Olympischen Spielen 2004 in Athen verlor er im ersten Kampf gegen Vanes Martirosyan.